# Григорије Герасимов
Григорије Герасимов (XVIII век) био је српски иконописац руског порекла.

## Дело
Григорије Герасимов је 1724. насликао иконе Христа и Богородице у цркви села Доња Ковачица. Сматра се да је Герасимов сликао и иконе Светог Јована Претече и Светог Николе, док су иконе у горњим зонама и на царским дверима дело зографа Константина Братановића из 1769.